# Debra Baptist-Estrada
Debra Baptist-Estrada est durant 20 ans, commandant de port au département de l'immigration de Belize, affectée au seul aéroport international de Belize jusqu'en  2016.

## Biographie
En 2015, elle collabore avec les autorités américaines afin de stopper le trafic d'êtres humains mais aussi celui de stupéfiants à destination de l'Amérique et de l'Europe. En 2016, elle est transférée à la frontière nord de Belize et rétablit les lois sur l'immigration, non-appliquées depuis longtemps. 
En 2016, elle reçoit du département d'État des États-Unis, le Prix international de la femme de courage,.

## Sources de la traduction
- (en) Cet article est partiellement ou en totalité issu de l’article de Wikipédia en anglais intitulé « Debra Baptist-Estrada » (voir la liste des auteurs).